# Diego Garcia

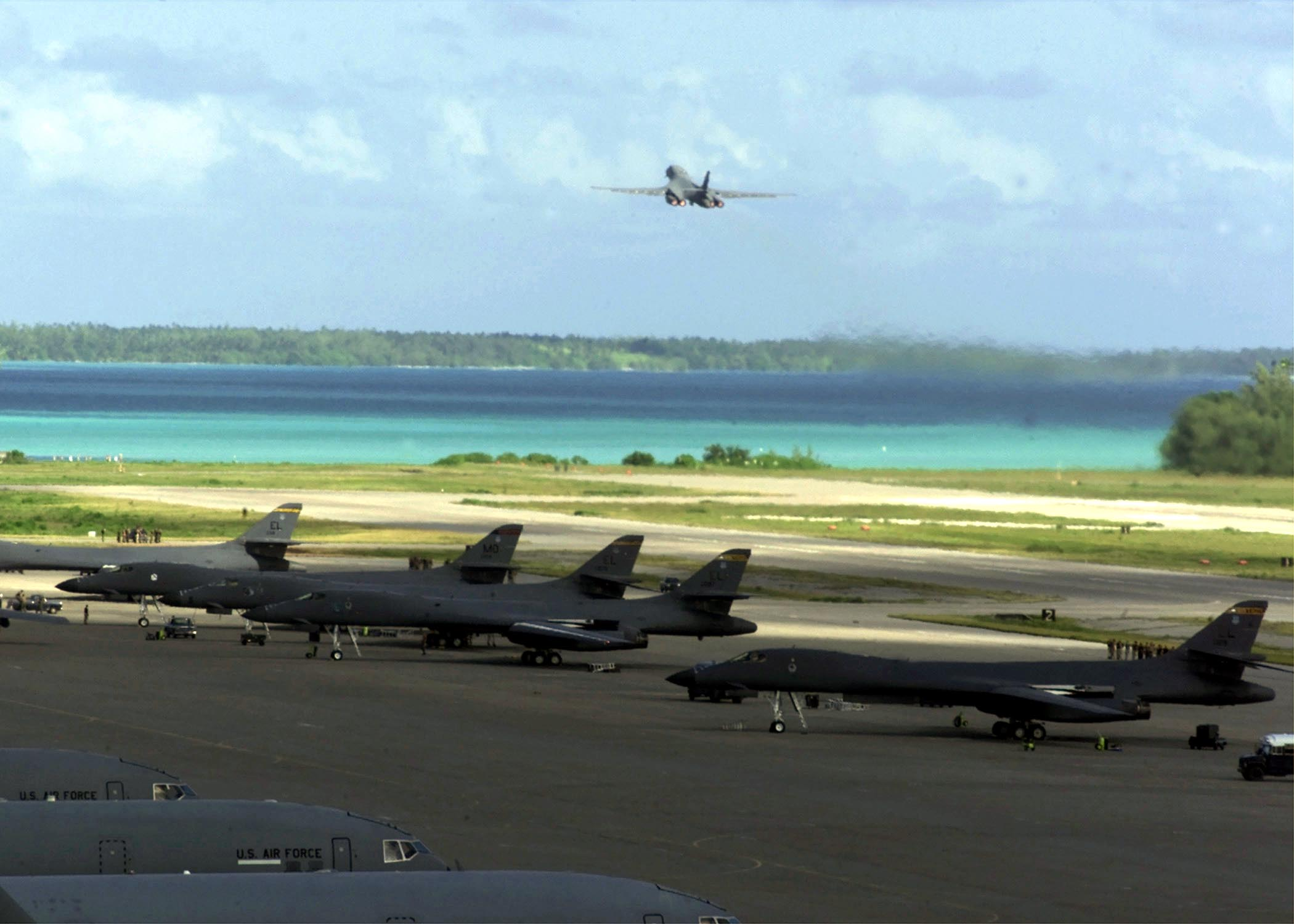
Rockwell-B-1-Bombadeiros em Diego Garcia

Diego Garcia é o maior atol do arquipélago de Chagos, que é a última parte restante do Território Britânico do Oceano Índico. A ilha principal tem o mesmo nome do atol e é a única ilha do arquipélago e, tem sido usada em um acordo conjunto entre Reino Unido e Estados Unidos como base militar desde a década de 1970, após a expulsão forçada dos seus habitantes pelo governo britânico. As Ilhas Chagos têm sido um território ultramarino britânico desde 1814, mas no início de outubro de 2024, o Reino Unido concordou em transferir a soberania das ilhas para Maurício, permitindo ao mesmo tempo que a base militar permanecesse sob um contrato de arrendamento por 99 anos, enquanto se aguarda a ratificação do tratado.
Localizado ao sul do equador, no centro do oceano Índico, Diego Garcia fica 3.535 km a leste da Tanzânia, 2.984 km a leste-sudeste da Somália, 726 km ao sul das Maldivas, a 1.796 km a sudoeste da Índia, 2.877 km a oeste-sudoeste de Sumatra, 4.723 km a noroeste da Austrália e 2.112 km a nordeste de Maurício. Diego Garcia faz parte da cordilheira Chagos-Laccadive, uma cadeia de montanhas submarinas que inclui as Laquedivas, as Maldivas e as outras 60 pequenas ilhas do Arquipélago de Chagos. A ilha observa UTC+6 o ano todo. Situada na região meridional sul do território, possui uma posição estratégica e é utilizada com muita frequência pelos Estados Unidos e Reino Unido para fins militares. Uma das estações de controle do sistema de posicionamento global (GPS) está situada na ilha.
Navegantes portugueses descobriram o atol e teriam batizado assim a ilha na época dos descobrimentos, mas alguns relatos escritos poderiam ter sido distorcidos involuntariamente tornando Deo Gracias em Diego Garcia. O administrador e embaixador colonial português Pedro de Mascarenhas foi o primeiro europeu a descobrir a ilha de Diego Garcia durante a sua viagem de 1512-1513, mas há pouca evidência que comprove isso; a análise cartográfica aponta para 1532 ou mais tarde. Diego García de Moguer, em uma exploração portuguesa subsequente em 1544 descobriu o arquipélago de Chagos, e a ilha terá recebido o seu nome. No retorno dessa viagem morre no mar. A ilha foi também nomeada nos primeiros mapas como Deo Gracias e Don Garcia, possivelmente também em referência a D. Garcia de Noronha, patrono de Pedro de Mascarenhas. Ficou até 1700 reivindicado por Portugal, mas após as Guerras Napoleónicas, a França assumiu o controle do arquipélago.
Em 1966, Diego Garcia tinha uma população de 924 habitantes, principalmente trabalhadores contratados empregados em plantações de coco. No entanto, entre 1968 e 1973, os habitantes chagossianos foram removidos à força pelos britânicos como parte de um acordo com os Estados Unidos para dar lugar à base militar. A maioria deles foi enviada para Maurício e Seicheles, localizadas a mais de mil quilômetros de distância. Durante as últimas quatro décadas, os ex-habitantes de Diego Garcia e os seus descendentes têm lutado pelo direito de voltar. Em 2019, o Tribunal Internacional de Justiça decidiu que a administração do Arquipélago de Chagos pelo Reino Unido era ilegal, uma decisão apoiada pelas Nações Unidas, embora o Reino Unido tenha rejeitado a decisão por considerá-la não vinculativa.